# 正木七海
正木 七海（まさき ななみ、2003年7月2日 - ）は、日本の元女子バレーボール選手である。

## 来歴
北海道岩見沢市出身。旭川実業高等学校時代には春高バレーに出場。
2021年12月、V.LEAGUE DIVISION2所属の群馬銀行グリーンウイングス（現・群馬グリーンウイングス）の内定選手となった。
2024年10月14日の2024-25シーズンチーム開幕戦・Astemoリヴァーレ茨城戦に出場しSVリーグデビューを果たした。
2025年4月、2024-25シーズン限りでの退団が発表された。5月9日に引退選手として公示。

## 所属チーム
- 岩見沢市立栗沢中学校（2016-2019年）[6]
- 旭川実業高等学校（2019-2022年）
- 群馬グリーンウイングス（2022-2025年）